# Quartz bêta
Pour les articles homonymes, voir Quartz et Bêta (homonymie).
Le quartz bêta (ou quartz β) est un minéral constitué de dioxyde de silicium SiO2 avec des  traces d'Al, Li, B, Fe, Mg, Ca, Ti, Rb, Na et OH. Polymorphe du quartz alpha, il n’apparaît qu'à partir de 573 °C (à pression ambiante). Les pièces de collection sont des pseudomorphes de cristaux de quartz bêta remplacés par du quartz alpha.

## Inventeur et étymologie
Décrit par Otto Muegge en 1907.

## Cristallographie

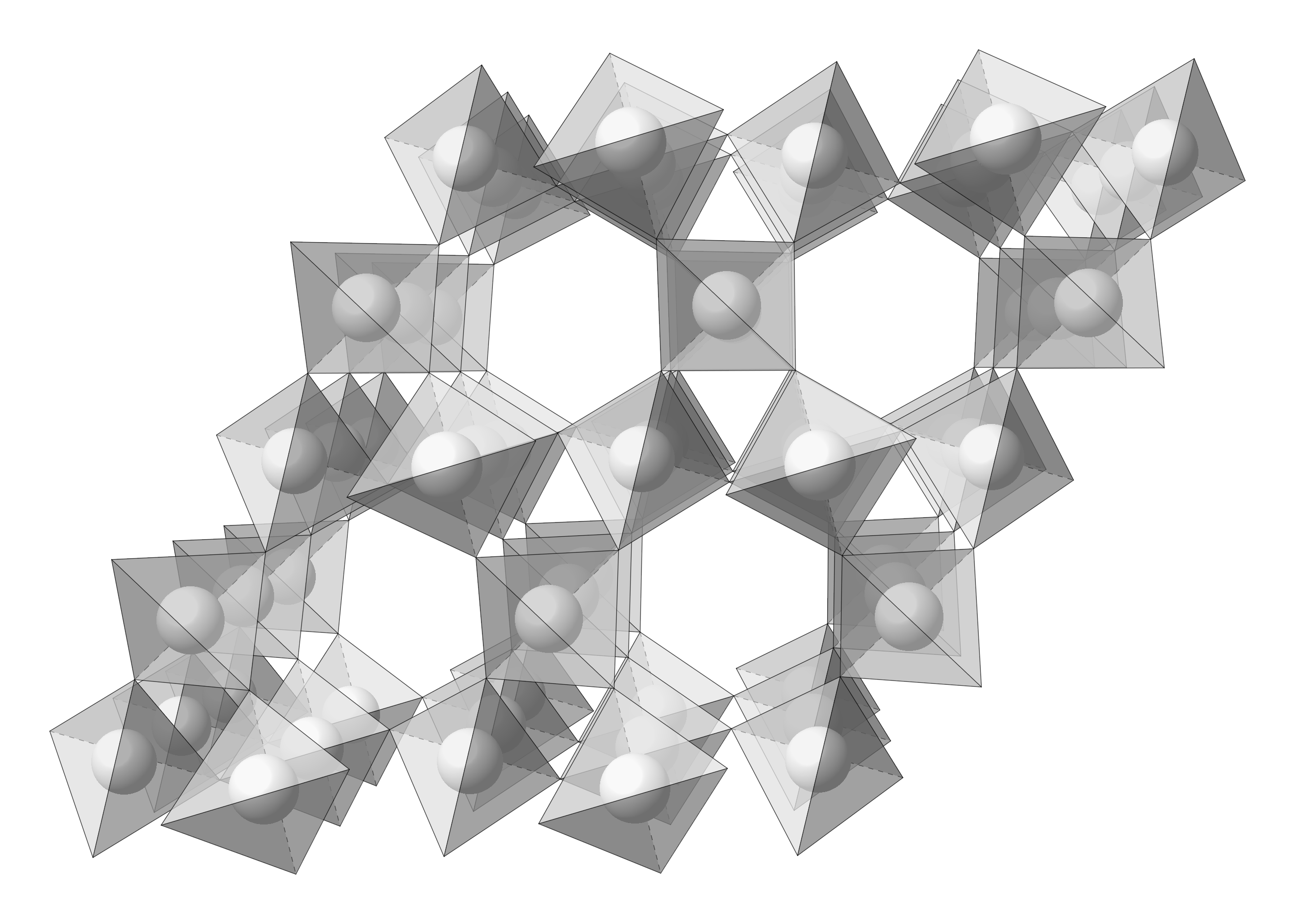
Structure cristalline du quartz bêta

- Paramètres de la maille conventionnelle : a = 4,997 7 Å, c = 7,55 Å, Z = 4 ; V = 118,11 Å3
- Masse volumique calculée = 2,533 4 g cm−3

## Gîtologie
Présent dans les roches lunaires.  

## Macles
Les mêmes que celles dans le quartz alpha sauf la macle de Dauphiné.